# Кузьмин, Фёдор Михайлович
Фёдор Михайлович Кузьмин (27.06.1937 — 15.02.2006), — советский и российский военачальник. Командующий войсками Прибалтийского военного округа (1989—1991), Начальник Военной академии имени М. В. Фрунзе (1992—1997). Профессор. Генерал-полковник (1989).

## Биография
Родился в 1937 году в Астраханской области в семье колхозников. Отец погиб на войне, мать умерла после войны.

### Образование
В 1950 году поступил и в 1956 году окончил Кавказское суворовское военное училище. Окончил Ленинградское общевойсковое военное училище (в 1959 году), Военную академию имени М. В. Фрунзе (1969 в году), Военную академию Генерального штаба Вооружённых сил СССР (в 1978 году).

### На военной службе
1956—1959 курсант Ленинградского общевойскового военного училища.
1959—1966 годы — командир учебного взвода курсантов, командир взвода роты Почётного караула ЛенВО, командир роты, офицер оперативного отделения дивизии.
в 1966 году поступил и в 1969 году окончил основной факультет Военной академии имени М. В. Фрунзе с дипломом по специальности командно-штабной оперативно-тактической общевойсковой.
1969—1970 годы — командир мотострелкового батальона мотострелкового полка в САВО.
1970—1973 годы — начальник штаба мотострелкового полка САВО под городом Усть-Каменогорск.
В 1976 году поступил и в 1978 году окончил Военную академию Генерального штаба Вооружённых сил СССР с дипломом по специальности командно-штабная оперативно-стратегическая.

### На высших должностях
в 1978—1983 годы — командир 30-й гвардейской мотострелковой Иркутско-Пинской, орденов Ленина и Октябрьской революции, трижды Краснознамённой, ордена Суворова дивизии имени Верховного Совета РСФСР. Награждён Орденом Октябрьской революции.
1983—1984 годы — командир 17-го армейского корпуса в САВО;
сентябрь 1984 — февраль 1987 года — командующий 35-й общевойсковой армией на Дальнем Востоке.
1987—1989 годы — первый заместитель Командующего войсками Ленинградского военного округа.
1989—1991 годы — командующий войсками Прибалтийского военного округа, Избирался народным депутатом СССР, участвовал в работе пяти съездов. Был членом Бюро КП Латвии, участвовал в работе всех пленумов ЦК КПСС с января 1989 года по июль 1991 года.
1991—1992 годы — первый заместитель Главнокомандующего войсками Дальнего Востока (г. Улан-Удэ).
1992—1997 годы — начальник Военной академии имени М. В. Фрунзе. В академии защитил диссертацию и стал кандидатом исторических наук, и получил ученое звание — профессор.

### В отставке
В 1997 году уволен в запас.
2004—2006 годы — Председатель Международной ассоциации суворовских, нахимовских и кадетских объединений «Кадетское Братство».
Умер 15 февраля 2006 года в Москве, похоронен на Троекуровском кладбище.

## Награды
- Орден Октябрьской революции
- Орден «За службу Родине в Вооружённых Силах СССР» 3-й степени
- Медаль «В ознаменование 100-летия со дня рождения Владимира Ильича Ленина» (6 апреля 1970[3])
- Медаль «За укрепление боевого содружества»
- Юбилейная медаль «Двадцать лет Победы в Великой Отечественной войне 1941—1945 гг.»
- Юбилейная медаль «300 лет Российскому флоту»
- Медаль «Ветеран Вооружённых Сил СССР»
- Юбилейная медаль «50 лет Вооружённых Сил СССР»
- Юбилейная медаль «60 лет Вооружённых Сил СССР»[4]
- Юбилейная медаль «70 лет Вооружённых Сил СССР»[5]
- Медаль «За безупречную службу» I степени
- Медаль «За безупречную службу» II степени
- Медаль «За безупречную службу» III степени

- и другие.

## Семья
Жена, два сына и два внука.
Старший сын Михаил — полковник запаса, служил командиром взвода и роты в Афганистане, был ранен и контужен, награжден двумя орденами Красной звезды и медалью «За отвагу». Участвовал в Первой Чеченской кампании.
Младший — Владимир (Московское СВУ, 1990 год выпуска) — майор запаса. Проходил службу в Центральной оперативной таможне. Работал в частной компании.